# Rhinobatos irvinei
Rhinobatos irvinei е вид акула от семейство Rhinobatidae. Видът е уязвим и сериозно застрашен от изчезване.

## Разпространение и местообитание
Разпространен е в Ангола, Бенин, Габон, Гана, Гвинея, Гвинея-Бисау, Демократична република Конго, Екваториална Гвинея, Западна Сахара, Камерун, Кот д'Ивоар, Либерия, Мавритания, Мароко, Нигерия, Сенегал, Сиера Леоне и Того.
Среща се на дълбочина от 18 до 105 m.

## Описание
На дължина достигат до 1 m.
Популацията на вида е намаляваща.